# Румпелно отделение
Ру́мпелно отделе́ние е служебно помещение на съда (кораба), предназначено за рулевата машина.

## Описание
Най-често в румпелното отделение има и авариен пост за управление на тази машина, както и на целия кораб.
Самото отделение се намира на кърмата на съда. Судовете, които са оборудвани с носов рул, например, някои фериботи, имат и носово румпелно отделение. Броят на рулевите машини може да бъде от една до четири, в съответствие с броя на рулите. Също така в това помещение са разположени всичките обслужващи руля машини, механизми и локален (авариен) пост за управление.
В случай на използване на винторулеви колонки или Azipod румпелното отделение се явява част от машинното отделение или помещенията за гребните електродвигатели.